# Nick Brignola
Nick Brignola (17. července 1936 Troy – 8. února 2002 Albany) byl americký jazzový saxofonista.
Pocházel z hudební rodiny – jeho otec hrál na tubu a strýc na banjo. Zpočátku hrál na klarinet, později však přešel k saxofonu a občasně hrál také na flétnu. Studoval na Ithaca College a později na Berklee College of Music. Během své kariéry spolupracoval s mnoha hudebníky, mezi něž patří například Ted Curson, Sal Salvador, Bill Watrous, Phil Woods a Pepper Adams. Zemřel na rakovinu ve věku 65 let.